# Giải vô địch bóng đá nữ U-20 Nam Mỹ 2012
Giải vô địch bóng đá nữ U-20 Nam Mỹ 2012 diễn ra tại Brasil từ 20 tháng 1 tới 5 tháng 2 năm 2012. Đội vô địch và á quân lọt vào vòng chung kết Giải vô địch bóng đá nữ U-20 thế giới 2012.

## Vòng một
Hai đội đầu mỗi bảng lọt vào vòng đấu sau.

### Bảng A
| Đội      | Tr | T | H | B | BT | BB | HS  | Đ  |
| -------- | -- | - | - | - | -- | -- | --- | -- |
| Brasil   | 4  | 4 | 0 | 0 | 16 | 1  | +15 | 12 |
| Paraguay | 4  | 2 | 1 | 1 | 6  | 3  | +3  | 7  |
| Uruguay  | 4  | 2 | 0 | 2 | 5  | 12 | −7  | 6  |
| Bolivia  | 4  | 0 | 2 | 2 | 2  | 4  | −2  | 2  |
| Perú     | 4  | 0 | 1 | 3 | 1  | 9  | −8  | 1  |

| Uruguay                  | 2 – 1 | Perú       |
| ------------------------ | ----- | ---------- |
| Martirena 18' · Pion 82' |       | Ugarte 50' |

| Brasil         | 2 – 0 | Paraguay |
| -------------- | ----- | -------- |
| Thais 12', 57' |       |          |

| Paraguay                    | 3 – 1 | Uruguay          |
| --------------------------- | ----- | ---------------- |
| Cuevas 12', 44' · Gauto 88' |       | Birizamberri 46' |

| Bolivia | 0 – 0 | Perú |
| ------- | ----- | ---- |
|         |       |      |

| Uruguay                    | 2 – 1 | Bolivia     |
| -------------------------- | ----- | ----------- |
| Birizamberri 68' · Yun 75' |       | Zenteno 86' |

| Perú | 0 – 6 | Brasil                                                           |
| ---- | ----- | ---------------------------------------------------------------- |
|      |       | Glaucia 13', 62' · Thais 50' · Ketlen 77', 79' · Beatriz 9', 74' |

| Paraguay | 0 – 0 | Bolivia |
| -------- | ----- | ------- |
|          |       |         |

| Brasil                                                                     | 7 – 0 | Uruguay |
| -------------------------------------------------------------------------- | ----- | ------- |
| Beatriz 9', 74' · Andressa 34' · Ketlen 47', 62' · Glaucia 54' · Paula 81' |       |         |

| Perú | 0 – 3 | Paraguay                          |
| ---- | ----- | --------------------------------- |
|      |       | Fleitas 31' · Leguizamon 37', 44' |

| Bolivia    | 1 – 2 | Brasil          |
| ---------- | ----- | --------------- |
| Flórez 11' |       | Ketlen 32', 37' |

### Bảng B
| Đội       | Tr | T | H | B | BT | BB | HS | Đ |
| --------- | -- | - | - | - | -- | -- | -- | - |
| Argentina | 4  | 3 | 0 | 1 | 10 | 6  | +4 | 9 |
| Colombia  | 4  | 3 | 0 | 1 | 7  | 3  | +4 | 9 |
| Chile     | 4  | 2 | 0 | 2 | 9  | 5  | +4 | 6 |
| Ecuador   | 4  | 1 | 0 | 3 | 6  | 11 | −5 | 3 |
| Venezuela | 4  | 1 | 0 | 3 | 4  | 10 | −6 | 3 |

| Ecuador                             | 3 – 2 | Venezuela            |
| ----------------------------------- | ----- | -------------------- |
| Tipan 44' · Moreira 57' · Barre 70' |       | Altuve 4' · Viso 11' |

| Argentina | 0 – 1 | Colombia   |
| --------- | ----- | ---------- |
|           |       | Sierra 83' |

| Colombia                 | 2 – 0 | Ecuador |
| ------------------------ | ----- | ------- |
| Sierra 16' · Salazar 40' |       |         |

| Chile                                    | 4 – 0 | Venezuela |
| ---------------------------------------- | ----- | --------- |
| Huenteo 44' · Aedo 45' · Zepeda 51', 79' |       |           |

| Ecuador     | 1 – 3 | Chile                                  |
| ----------- | ----- | -------------------------------------- |
| Moreira 53' |       | Zepeda 32' · Aedo 51' · Santibáñez 81' |

| Venezuela   | 1 – 3 | Argentina                         |
| ----------- | ----- | --------------------------------- |
| Zambrano 9' |       | Bonsegundo 30' · Soriano 39', 64' |

| Colombia    | 1 – 0 | Chile |
| ----------- | ----- | ----- |
| Pereira 35' |       |       |

| Argentina                              | 4 – 2 | Ecuador                  |
| -------------------------------------- | ----- | ------------------------ |
| Bonsegundo 10', 27', 35' · Tesuari 89' |       | Olvera 41' · Moreira 50' |

| Venezuela   | 1 – 0 | Colombia |
| ----------- | ----- | -------- |
| Abraham 32' |       |          |

| Chile                  | 2 – 3 | Argentina                         |
| ---------------------- | ----- | --------------------------------- |
| Huenteo 27' · Pino 66' |       | Soriano 3', 46' · Espíndola 90+5' |

## Vòng chung kết
| Đội       | Tr | T | H | B | BT | BB | HS  | Đ |
| --------- | -- | - | - | - | -- | -- | --- | - |
| Brasil    | 3  | 3 | 0 | 0 | 11 | 0  | +11 | 9 |
| Argentina | 3  | 1 | 1 | 1 | 5  | 5  | 0   | 4 |
| Colombia  | 3  | 1 | 0 | 2 | 3  | 5  | −2  | 3 |
| Paraguay  | 3  | 0 | 1 | 2 | 3  | 12 | –9  | 1 |

| Argentina                 | 2 – 2 | Paraguay                 |
| ------------------------- | ----- | ------------------------ |
| Oviedo 32' · Iribarne 73' |       | Fleitas 20' · Larrea 48' |

| Brasil        | 1 – 0 | Colombia |
| ------------- | ----- | -------- |
| Thaisinha 30' |       |          |

| Argentina                       | 3 – 1 | Colombia           |
| ------------------------------- | ----- | ------------------ |
| Espíndola 7' · Soriano 17', 71' |       | Rincón 14' (ph.đ.) |

| Brasil                                                                          | 8 – 0 | Paraguay |
| ------------------------------------------------------------------------------- | ----- | -------- |
| Thaisinha 10' · Ketlen 27', 42' · Glaucia 37' · Tayla 53' · Lucimara 67', 90+2' |       |          |

| Paraguay          | 1 – 2    | Colombia                               |
| ----------------- | -------- | -------------------------------------- |
| Noelia Cuevas 59' | Chi tiết | Maria Gonzales 42' · Yorely Corner 72' |

| Brasil                     | 2 – 0    | Argentina |
| -------------------------- | -------- | --------- |
| Ketlen 52' · Thais 71' (p) | Chi tiết |           |